# Gnewitz
Gnewitz est une municipalité allemande du land de Mecklembourg-Poméranie-Occidentale et l'arrondissement de Rostock. En 2013, elle comptait 205 hab.
La commune occupe un champ de moraine, 30 km à l'est de Rostock. Au sud-est, le relief s'incline de 20 m pour rattraper la vallée de la Recknitz. Les bourgs les plus proches sont Tessin, Marlow et Bad Sülze.

## Source
- (de) Cet article est partiellement ou en totalité issu de l’article de Wikipédia en allemand intitulé « Gnewitz » (voir la liste des auteurs).